# Salföld, Veszprém
Salföld  este un sat în districtul Tapolca, județul Veszprém, Ungaria, având o populație de 66 de locuitori (2011). 

## Demografie
Componența etnică a satului Salföld
     Maghiari (94,74%)
     Germani (5,26%)
Componența confesională a satului Salföld
     Romano-catolici (57,58%)
     Fără religie (4,55%)
     Necunoscută (37,88%)
Conform recensământului din 2011, satul Salföld avea 66 de locuitori. Din punct de vedere etnic, majoritatea locuitorilor (94,74%) erau maghiari, cu o minoritate de germani (5,26%).  Din punct de vedere confesional, majoritatea locuitorilor (57,58%) erau romano-catolici, cu o minoritate de persoane fără religie (4,55%). Pentru 37,88% din locuitori nu este cunoscută apartenența confesională.